# Funaria krausei
Funaria krausei là một loài Rêu trong họ Funariaceae. Loài này được (Besch.) Geh. & Herzog mô tả khoa học đầu tiên năm 1910.